# Momoiro Clover Z
Momoiro Clover Z (japonsky ももいろクローバーZ Momoiro Kurōbā Zetto, česky doslovně „růžový jetel Z“) je japonská popová dívčí skupina (idolová skupina). Byla založená v roce 2008.

## Členky
| Jméno                                       | Datum narození             | Barva     | Poznámky          |
| ------------------------------------------- | -------------------------- | --------- | ----------------- |
| Kanako Momotová (百田 夏菜子 Momota Kanako) | 12. července 1994 (30 let) | Červená   | Leaderka skupiny  |
| Šiori Tamaiová (玉井 詩織 Tamai Shiori)     | 4. června 1995 (29 let)    | Žlutá     | Přezdívka: Šiorin |
| Ajaka Sasakiová (佐々木 彩夏 Sasaki Ayaka)  | 11. června 1996 (28 let)   | Růžová    | Přezdívka: Árin   |
| Šiori Tamaiová (高城 れに Takagi Reni)      | 21. června 1993 (31 let)   | Purpurová | Bývalá leaderka   |

### Bývalé členky
| Jméno                                       | Datum narození           | Barva  | Poznámky          |
| ------------------------------------------- | ------------------------ | ------ | ----------------- |
| Akari Hajamiová (早見 あかり Hayami Akari)  | 17. března 1995 (29 let) | Modrá  | Přezdívka: Akarin |
| Momoka Arijasová (有安 杏果 Ariyasu Momoka) | 15. března 1995 (29 let) | Zelená | Nejnižší členka   |

Ostatní
- Runa Jumikawová (弓川 留奈 Yumikawa Runa); narozená 4. února 1994
- Cukina Takaiová (高井 つき奈 Takai Tsukina); narozená 6. července 1995
- Mijú Wagawová (和川 未優 Wagawa Miyū); narozená 19. prosince 1993
- Manami Ikurová (伊倉 愛美 Ikura Manami); narozená 4. února 1994
- Sumire Fudžiširová (藤白 すみれ Fujishiro Sumire); narozená 8. května 1994
- Jukina Kašiwová (柏 幸奈 Kashiwa Yukina); narozená 12. srpna 1994

## Diskografie

### Singly
| №                     | Název | Datum vydání       | Pozice                      | Pozice                  | Certifikace (podle RIAJ) | Album                 |                  |                  |
| №                     | Název | Datum vydání       | Oricon Weekly Singles Chart | Billboard Japan Hot 100 | Certifikace (podle RIAJ) | Album                 |                  |                  |
| Nezávislé singly      | Nezávislé singly | Nezávislé singly   | Nezávislé singly            | Nezávislé singly        | Nezávislé singly         | Nezávislé singly      | Nezávislé singly | Nezávislé singly |
| --------------------- | --- | ------------------ | --------------------------- | ----------------------- | ------------------------ | --------------------- | ---------------- | ---------------- |
| 1                     | „Momoiro Punch“ (japonsky ももいろパンチ Momoiro Panchi)                                                                                  | 5. srpna 2009      | 23                          | —                       |                          | Iriguči no Nai Deguči |                  |                  |
| 2                     | „Mirai e Susume!“ (japonsky 未来へススメ！)                                                                                               | 11. listopadu 2009 | 11                          | —                       |                          | Iriguči no Nai Deguči |                  |                  |
| Singly u major labelu | |                    |                             |                         |                          |                       |                  |                  |
| 1                     | „Ikuze! Kaitó Šódžo“ (japonsky 行くぜっ！怪盗少女) - Znovu vydáno 26. září 2012 jak „Ikuze! Kaitó Šójo ~Special Edition~“                 | 5. května 2010     | 3 7*                        | 19 29*                  |                          | Battle and Romance    |                  |                  |
| 2                     | „Pinky Jones“ (japonsky ピンキージョーンズ Pinky Jōnzu)                                                                                   | 10. listopadu 2010 | 8                           | 28                      |                          | Battle and Romance    |                  |                  |
| 3                     | „Mirai Bowl / Chai Maxx“ (japonsky ミライボウル/Chai Maxx Mirai Bōru / Chai Makkusu)                                                      | 7. března 2011     | 3                           | 12                      |                          | Battle and Romance    |                  |                  |
| 4                     | „Z Densecu ~Owarinaki Kakumei~“ (japonsky Z伝説 ～終わりなき革命～)                                                                       | 6. července 2011   | 5                           | 22                      |                          | Battle and Romance    |                  |                  |
| 5                     | „D' no Džunjó“ (japonsky D'の純情) | 6. července 2011   | 6                           | 59                      |                          | Battle and Romance    |                  |                  |
| 6                     | „Ródó Sanka“ (japonsky 労働賛歌) | 23. listopadu 2011 | 7                           | 13                      |                          | 5th Dimension         |                  |                  |
| 7                     | „Mórecu Učū Kókjókjoku. Dai Nana Gakušó „Mugen no Ai““ (japonsky 猛烈宇宙交響曲・第七楽章「無限の愛」)                                    | 7. března 2012     | 5                           | 2                       | Zlato                    | 5th Dimension         |                  |                  |
| 8                     | „Otome Sensó“ (japonsky Z女戦争) | 27. června 2012    | 3                           | 3                       | Zlato                    | 5th Dimension         |                  |                  |
| —                     | „Nippon Egao Hjakkei“ (japonsky ニッポン笑顔百景) - Vydáno pod jménem skupiny Momoclo Tei Ičimon (japonsky 桃黒亭一門)                    | 5. září 2012       | 6                           | —                       |                          | —                     |                  |                  |
| 9                     | „Saraba, Itošiki Kanašimitači jo“ (japonsky サラバ、愛しき悲しみたちよ)                                                                   | 21. listopadu 2012 | 2                           | 1                       | Zlato                    | 5th Dimension         |                  |                  |
| 10                    | „Gounn“ (japonsky GOUNN) | 6. listopadu 2013  | 2                           | 2                       |                          | -                     |                  |                  |
| 11                    | „Naite mo Iin Da yo“ (japonsky 泣いてもいいんだよ)                                                                                        | 8. května 2014     | 1                           | 2                       |                          | Amaranthus            |                  |                  |
| 12                    | „MOON PRIDE“ | 30. červenec 2014  | 3                           | 3                       |                          | Hakkin no Yoake       |                  |                  |
| 13                    | „Yume no Ukiyo ni Saite Mi na“(japonsky 夢の浮世に咲いてみな) - collaboration single released under the alias of Momoiro Clover Z vs KISS | 28. ledna 2015     | 2                           | —                       |                          | Hakkin no Yoake       |                  |                  |
| 14                    | „Seishunfu“(japonsky 青春賦) | 11. března 2015    | 4                           | 4                       |                          | Amaranthus            |                  |                  |
| 15                    | „Z no Chikai“(japonsky 「Z」の誓い) | 29. dubna 2015     | 4                           | 5                       |                          | Hakkin no Yoake       |                  |                  |
| 16                    | „The Golden History“(japonsky ザ・ゴールデン・ヒストリー)                                                                                 | 7. září 2016       | 2                           | 4                       |                          |                       |                  |                  |
| 17                    | „BLAST“ | 2. srpna 2017      | 3                           |                         |                          |                       |                  |                  |

* „Ikuze! Kaitó Šójo ~Special Edition~“ (japonsky 行くぜっ！怪盗少女 ～Special Edition～) v roce 2012

### Alba
| № | Album | Pozice                     | Certifikace (podle RIAJ) |
| № | Album | Oricon Weekly Albums Chart | Certifikace (podle RIAJ) |
| - | --- | -------------------------- | ------------------------ |
| 1 | Battle and Romance (japonsky バトル アンド ロマンス Batoru ando Romansu) - Vydáno: 27. července 2011 - Vydavatel: Starchild/King Records (KICS-91678 (Limited A), KICS-91679 (Limited B), KICS-1678 (Regular)) | 3 2*                       | Zlato                    |
| 2 | 5th Dimension (japonsky 5TH DIMENSION Fifusu Dimenshon) - Vydáno: 10. dubna 2013 - Vydavatel: Starchild/King Records                                                                                           | 1                          | Platina                  |
| – | Iriguči no Nai Deguči (japonsky 入口のない出口) - Kompilace všech nezávislých nahrávek skupiny - Vydáno: 5. července 2013 - Vydavatel: SDR (Stardust Records)                                                  | 2                          |                          |
| 3 | AMARANTHUS - Vydáno: 17. února 2016 - Vydavatel: Starchild / King Records | 2                          |                          |
| 4 | Hakkin no Yoake (japonsky 白金の夜明け) - Vydáno: 17. února 2016 - Vydavatel: Starchild / King Records | 1                          |                          |

* v roce 2013

## Videografie

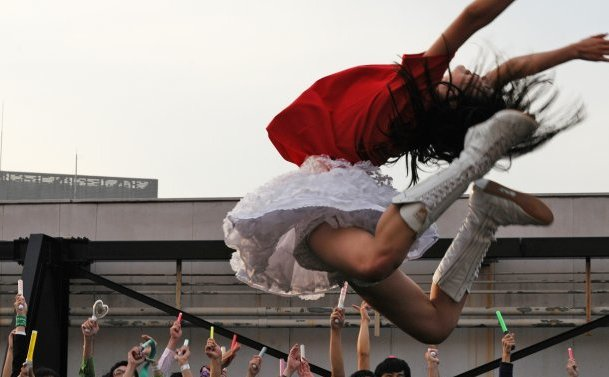
„Ikuze! Kaitó Šódžo“

| Singl №               | Název                                                                     | Oficiální video na YouTube |
| Nezávislé singly      | Nezávislé singly                                                          | Nezávislé singly           |
| --------------------- | ------------------------------------------------------------------------- | -------------------------- |
| 1                     | „Momoiro Punch“                                                           |                            |
| 2                     | „Mirai e Susume!“                                                         |                            |
| Singly u major labelu |                                                                           |                            |
| 1                     | „Ikuze! Kaitó Šódžo“                                                      | sledovat                   |
| 2                     | „Pinky Jones“                                                             | sledovat                   |
| 2                     | „Coco Natsu“ (japonsky ココ☆ナツ)                                         |                            |
| 2                     | „Kimi to Sekai“ (japonsky キミとセカイ)                                   |                            |
| 3                     | „Mirai Bowl“                                                              | sledovat                   |
| 3                     | „Chai Maxx“                                                               | sledovat                   |
| 4                     | „Z Densecu ~Owarinaki Kakumei~“                                           | sledovat                   |
| 5                     | „D' no Džunjó“                                                            | sledovat                   |
| 6                     | „Ródó Sanka“                                                              | sledovat                   |
| 6                     | „Santa-san“ (japonsky サンタさん)                                         | sledovat                   |
| 7                     | „Mórecu Učū Kókjókjoku. Dai Nana Gakušó „Mugen no Ai““                    | sledovat                   |
| 8                     | „Otome Sensó“                                                             | sledovat                   |
| 8                     | „PUSH“                                                                    | sledovat                   |
| 8                     | „Mite Mite Koččiči“ (choreografická videa) (japonsky みてみて☆こっちっち) | sledovat                   |
| 9                     | „Saraba, Itošiki Kanašimitači jo“                                         | sledovat                   |
| 9                     | „Wee-Tee-Wee-Tee“                                                         | sledovat                   |
| 2. album              | „Neo STARGATE“                                                            | sledovat                   |
| 2. album              | „BIRTH Ø BIRTH“                                                           | sledovat                   |
| 10                    | „GOUNN“                                                                   | sledovat                   |

## Ocenění
| Rok  | Cena                              | Kategorie             | Nominovaná práce                  | Výsledek |
| ---- | --------------------------------- | --------------------- | --------------------------------- | -------- |
| 2012 | 4th CD Shop Awards                |                       | Battle and Romance                | Vítěz    |
| 2013 | 2013 MTV Video Music Awards Japan | Nejlepší choreografie | „Saraba, Itošiki Kanašimitači jo“ | Vítěz    |